# 葡萄牙泳龙属

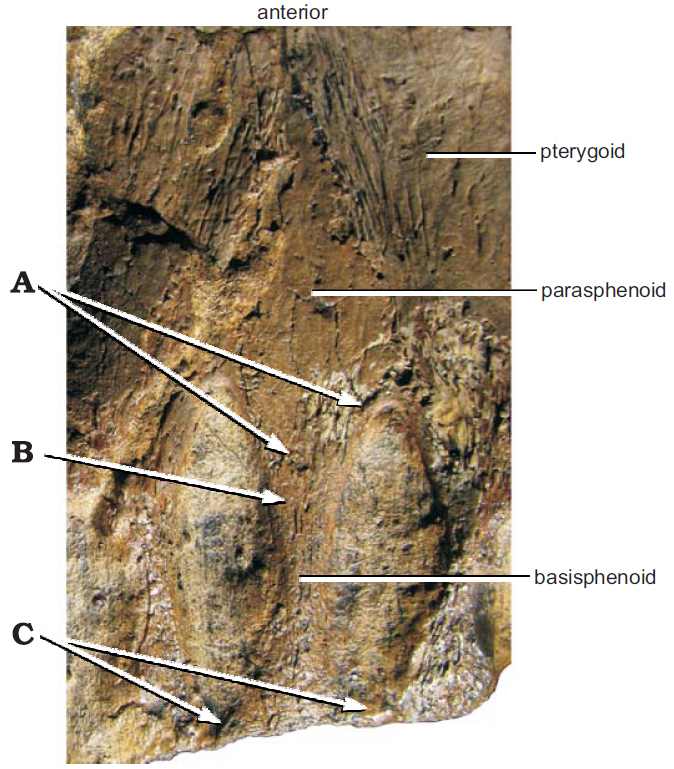
腭和基颅骨后部

葡萄牙泳龙（属名：Lusonectes，意为“葡萄牙的游泳者”）是蛇颈龙科的一个已灭绝属，化石发现于葡萄牙阿利亚达什的早侏罗世（托阿尔阶）沉积物中。其所知于正模标本MG33，包括部分颅骨及关节连接的下颌骨。标本由法国古生物学家亨利·埃米爾·瑟維吉于19世纪在葡萄牙穆尔特代附近的圣吉奥组（São Gião Formation）发现。该属由亚当·史密斯（Adam S. Smith）、里卡多·阿劳霍（Ricardo Araújo）和奥克塔维欧·马帝尤斯（Octávio Mateus）于2012年首次命名，模式种是索氏葡萄牙泳龙（Lusonectes sauvagei）。属名取自前缀Luso（意为“葡萄牙的”）及nectes（在希腊语中意为“游泳者”）。种名致敬亨利·埃米利·索瓦日。葡萄牙泳龙建立自单个自衍征，即宽阔的三角形副蝶骨刀片状突起与后翼间窝一样长，以及一个独特的特征组合。对侏罗纪蛇颈龙亚目的系统发育分析发现葡萄牙泳龙是种“小锁龙科薄板龙类”，与凯彻姆和本森2010年给出的蛇颈龙科分支图相一致。葡萄牙泳龙是迄今唯一一种具有诊断性的葡萄牙蛇颈龙类。